# 에드워드 화이트 벤슨
에드워드 화이트 벤슨(Edward White Benson, 1829년-1896년)은 캔터베리 대주교이다.
잉글랜드 중부 버밍엄 출신으로 1877년 트루로 주교가 되었고, 1883년 캔터베리 대주교가 되었다. 1888년의 제3차 램버스 회의에서는 성공회의 기본 교리에 관한 4대 방침을 확립하였다.
람베스-시카고 4개 조항(the Lambeth-Chicago Quadrilateral, 1888년)이라 불리는 이 선언의 내용은 다음과 같다.
1. 구약성서과 신약성서 66권은 “구원에 필요한 모든 것을 담고 있는” 하느님의 계시된 말씀이다.
2. 초대교회의 신앙고백인 사도신경과 니케아 신경은 기독교 신앙을 드러내기에 충분한 선언이다.
3. 세례성사와 성찬례는 그리스도께서 친히 제정하신 두 가지 성사(Sacrament,성례전)이다.
4. 역사적 주교직(the historical episcopate)은 교회의 일치를 위한 적절한 치리 방법이며, 그 형태는 다양할 수 있다.